# Millarus diogenes
Millarus diogenes är en sjöpungsart som först beskrevs av Monniot 1988.  Millarus diogenes ingår i släktet Millarus och familjen Polycitoridae. Inga underarter finns listade i Catalogue of Life.